# Ся Цзя
Ван Яо (кит.: 王瑶), нар. червень 1984, відома під псевдонімом Ся Цзя (кит.: 夏笳) — китайська письменниця, автор творів у жанрах наукова фантастика та фентезі.
Ся Цзя лауреат багатьох національних китайських премій «Туманність» (кит.: 科學幻想) і «Галактика» (кит.: 银河奖) в галузі наукової фантастики. Численні оповідання Ся Цзя перекладені англійською, японською, польською, чеською та італійською мовами і публікувалися у журналах Nature, Clarkesworld, Years best SF, SF Magazine.

## Біографія і творчість
Ван Яо народилася 1984 року в китайському місті Сіань, провінція Шеньсі. 2002 року вона вступила на фізичний факультет Пекінського університету, під час навчання спеціалізувалася на вивченні атмосферних явищ. Після університету вивчала кінематограф у Університеті комунікацій Китаю, де 2006 року отримала ступінь магістра історії кіно. Дипломна робота Ван Яо була присвячена вивченню жіночих персонажів в науково-фантастичних фільмах.
Вже в студентські роки Ван почала писати науково-фантастичні твори і брала участь в діяльності студентських тематичних клубів. У квітні 2004 року головний китайський щомісячний науково-фантастичний журнал «Світ наукової фантастики» (кит.: 科幻 世界) надрукував її дебютне оповідання «Демон у пляшці» (кит.: 关 妖精 的 瓶子), що було відзначене китайською національною премією «Галактика». В оповіданні демон Максвелла є справжнім демоном.
Потім Ван вступила до аспірантури, де її університетським куратором стала Дай Цзіньхуа, відомий культурний критик і професор інституту порівняльної літератури і культури в Пекінському Університеті. Під її керівництвом Ван складала літературні твори і писала критичні статті, але також вивчала науково-фантастичні фільми і одного разу зняла експериментальний фільм «Parapax» (2007), в якому героїня, молода жінка-фізик, втілюється в трі різні особистості в паралельних світах. Ся Цзя зіграла у фільмі всіх трьох персонажів.
Вона захистила дисертацію «Китайська наукова фантастика і її культурна політика з 1990-х років» і отримала докторський ступінь в галузі порівняльної і світової літератури.
Після закінчення університету 2014 року Ван Яо читає лекції з китайської наукової фантастики в школі гуманітарних і соціальних наук Університету Цзяотун (Сіань) і була куратором університетського об'єднання шанувальників наукової фантастики.
Ся Цзя отримала міжнародне визнання, її численні оповідання в перекладі англійською публікувалися у відомих журналах Nature, Clarkesworld, Years best SF, SF Magazine. Твори також перекладені японською, польською, чеською та італійською мовами.
Першою великою роботою автора став роман «Дощовий сезон» (кит.: 九州幻想), в англійському перекладі Raining Season, що вийшов друком у вересні 2006 року і поклав початок циклу «Дев'ять провінцій» (кит.: 九州). Оповідання 百鬼夜行街 в англійському перекладі Кена Лю A Hundred Ghosts Parade Tonight 2013 року було номіноване на Премію за переклад наукової фантастики та фентезі (англ. Science Fiction & Fantasy Translation Awards) та отримало нагороду Short Form Honorable Mentions.

## Вибрані твори в іншомовних перекладах

### Оповідання
- 2004 關妖精的瓶子

(англ. The Demon-Enslaving Flask, 2012)
- 2005 卡门

(яп. カルメン, 2007)
- 2010 百鬼夜行街

(англ. A Hundred Ghosts Parade Tonight, 2012): (італ. Stanotte sfilano cento fantasmi, 2015): (ісп. Cientos de fantasmas desfilan esta noche, 2017): (кор. 백귀야행의 거리, 2018): (яп. 百鬼夜行街, 2018)
- 2013 2044年春节旧事

(англ. Spring Festival: Happiness, Anger, Love, Sorrow, Joy, 2014): (італ. Festa di primavera, 2015)
- 2013 2044年春节旧事·相亲

(англ. Valentine's Day, 2015)
- 2014 童童的夏天

(англ. Tongtong's Summer, 2014): (італ. L'estate di Tongtong, 2015): (чеськ. Tchung-tchungino léto, 2015): (ісп. El verano de Tongtong, 2017): (яп. 童童の夏, 2018)
- 2015 龙马夜行

(англ. Night Journey of the Dragon-Horse, 2016): (ісп. El paseo nocturno del dragón equino, 2017): (яп. 龍馬夜行, 2018)
- 2015 寒冬夜行人

(англ. If on a Winter's Night a Traveler, 2015)
- 2015 心理游戏

(англ. The Psychology Game, 2017)